# Gutenbergův dům
Gutenbergův dům je dům z konce 19. století, který stojí na Piotrkowské ulici v Lodži v Polsku a který je zapsaný na seznamu historických památek.
Jan Petersilge dne 15. prosince 1893 koupil pozemek a stávající budovy  a začal zde stavět zděný štítový dům s bohatým průčelím. Stavba byla dokončena v roce 1896 podle projektu architektů Kazimierze Pomiana-Sokołowského a Franciszeka Chełmińského. Byly zde  kanceláře redakce významného deníku „Lodzer Zeitung“ (od roku 1897) a dále zde byla zařízena elegantní restaurace „Louvre“,  jak je patrné z historického pohledu na dům. Další prostory v domě byly pronajaty jako lékařské  a zubní ordinace. Později, v průběhu obou válečných i poválečných let, se  využití domu měnilo.

## Architektura
Budova má eklektickou fasádu, která kombinuje novogotické, novorenesanční, barokní a secesní prvky a interiér je také bohatě zdoben (listy, květiny, cupidy, maskarony, věnce). Fasádě dominuje centrální záliv se štítem zdobeným volutami. Ve střední části ve výklenku stojí socha Jana Gutenberga dle kterého nese dům svůj název. Socha se nachází mezi okny kde jsou medailony s portréty vynálezců tisku. Proto se také tento dům dostává do všech prací, které domy v Piotrkowské popisují.V roce 2011 byla dokončena rozsáhlá rekonstrukce fasády činžovního domu, která obnovila původní nádheru. Během konzervačních prací byly na štítu objeveny věnce s dýní, slunečnicemi, hrozny a jiným ovocem a květinami. Během renovace byly také obnoveny další prvky, například kovoví draci a rostliny, stejně jako zábradlí z tepaného železa. Budova byla dne 20. ledna 1971 zapsána do registru památek.

## Detaily provedení objektu
Dům je zachycen pro svoji mimořádnost v mnoho publikacích. Také na internetu je možno zhlédnout celou řadu  pěkných fotografií, což je patrné z internetových stránek.

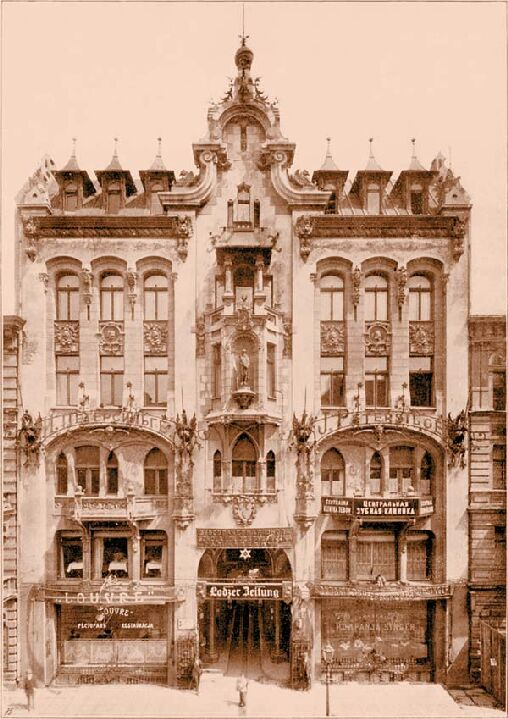
Historický záměr domu
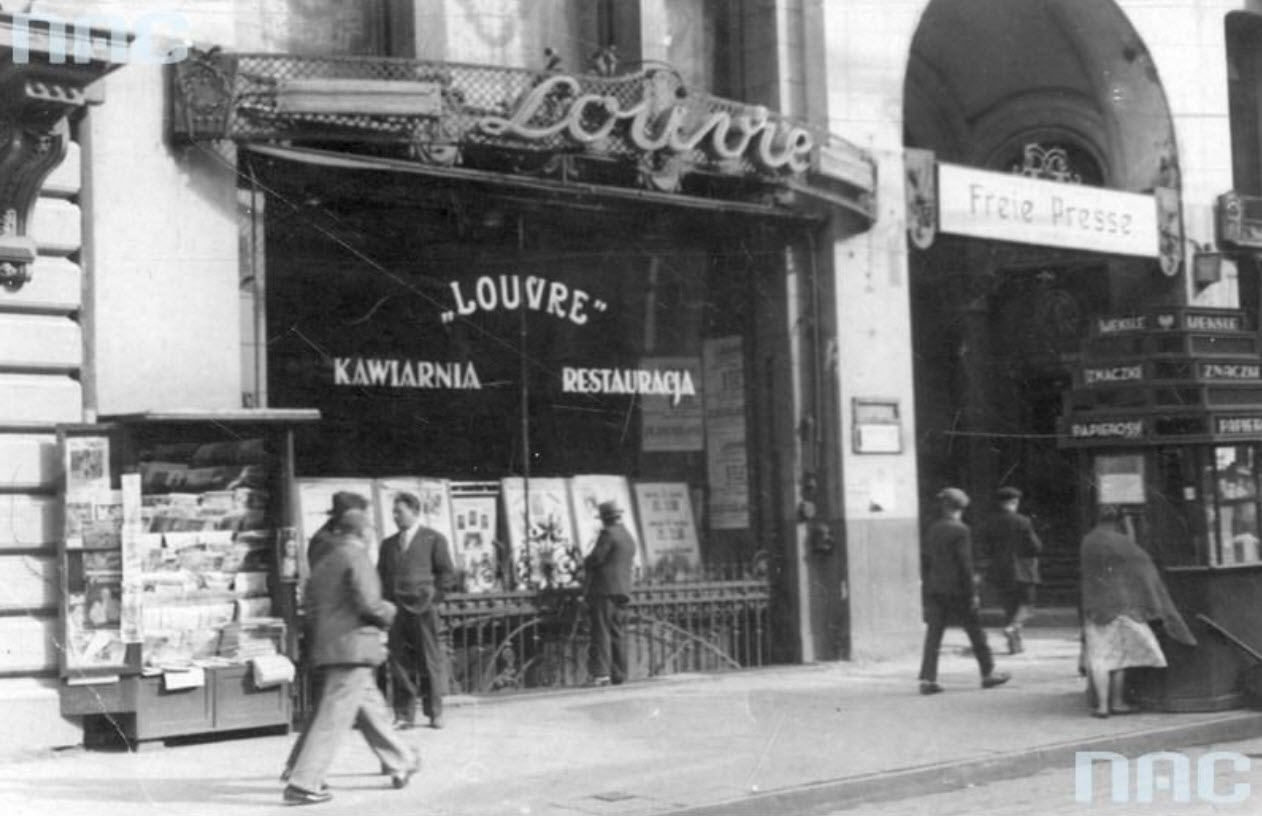
Restaurace LOUVRE a redakce Lodzer Zeitung
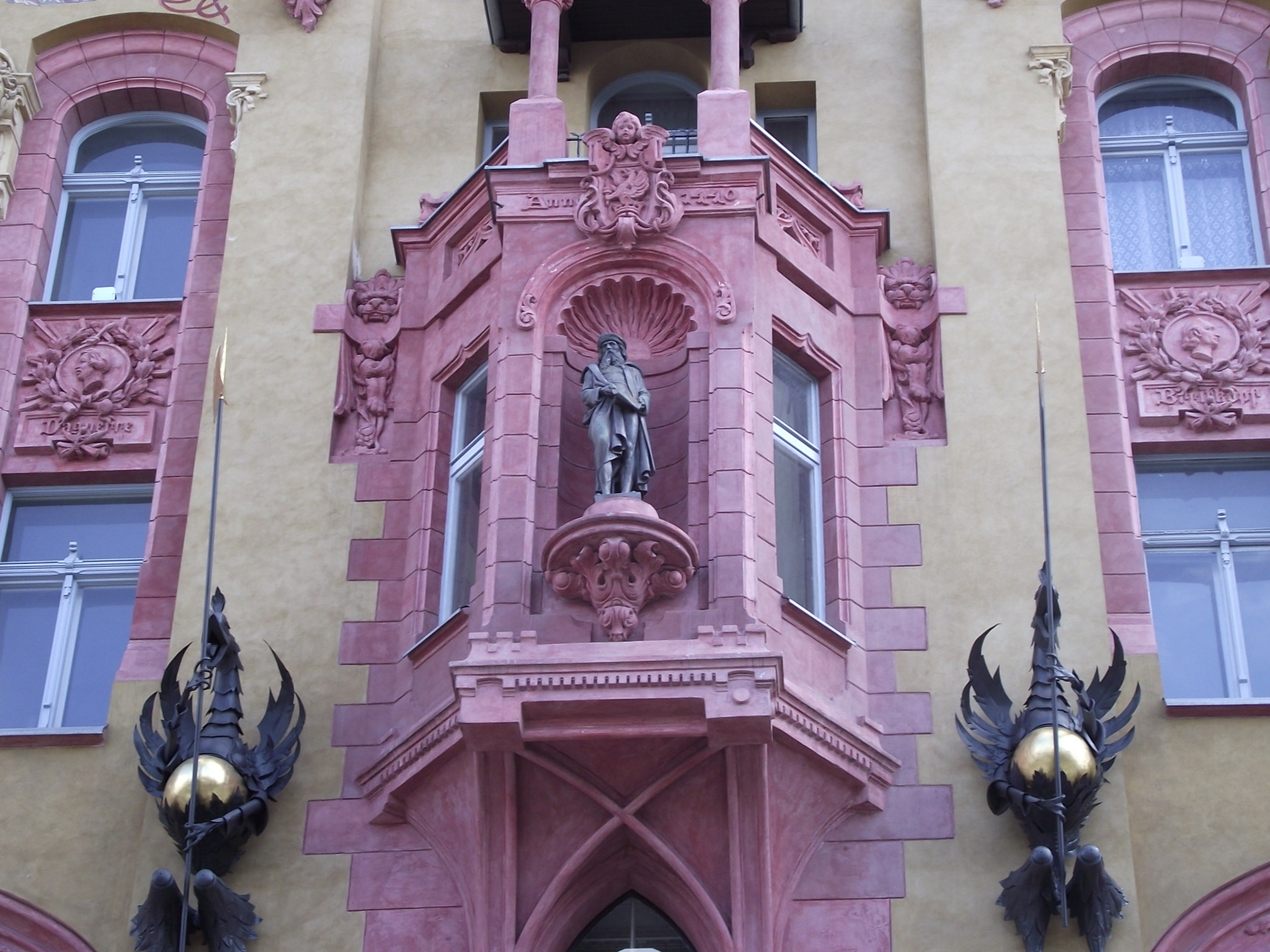
Gutenberg, který domu propůjčil své jméno
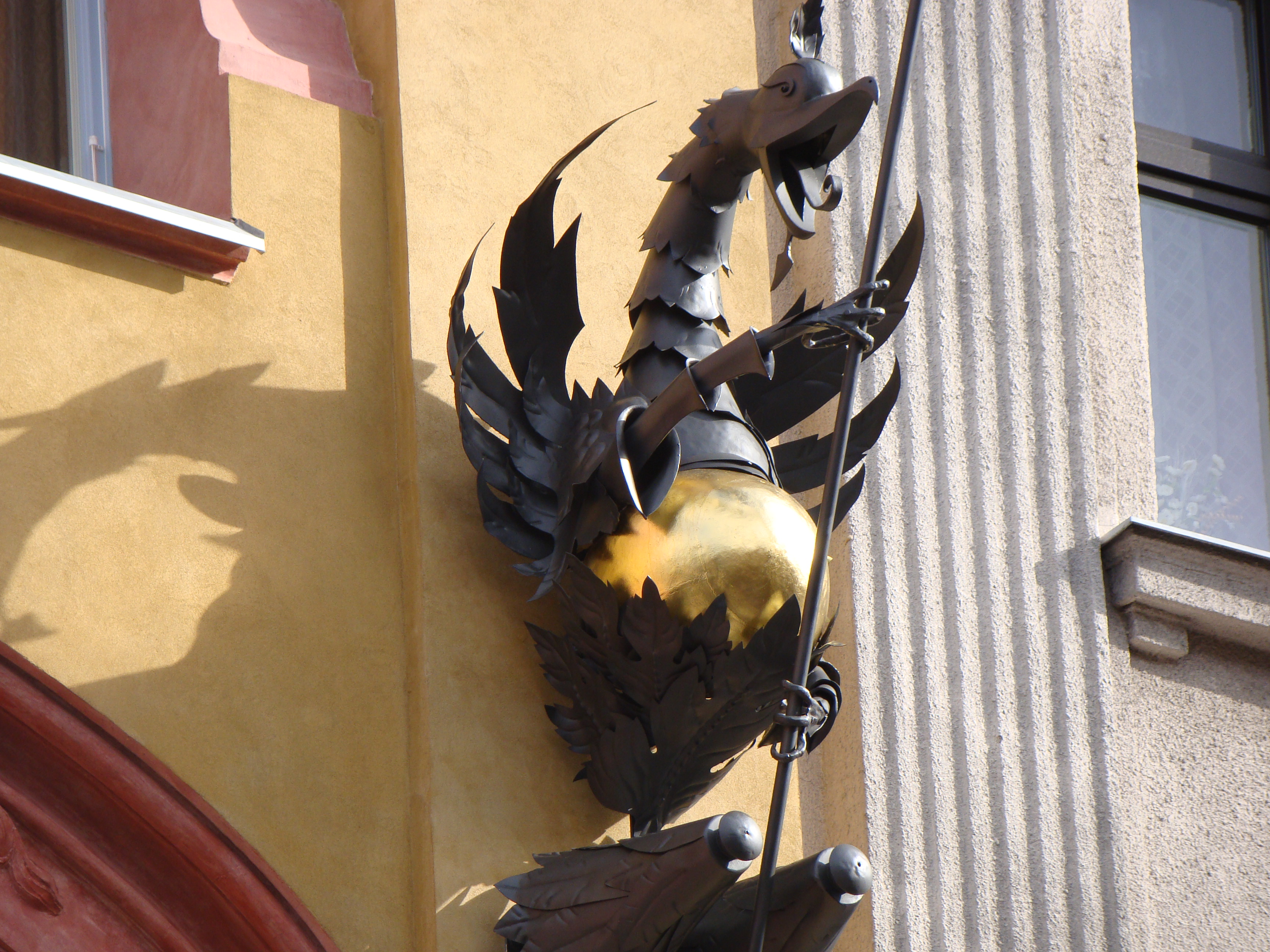
Drak u vchodu do domu
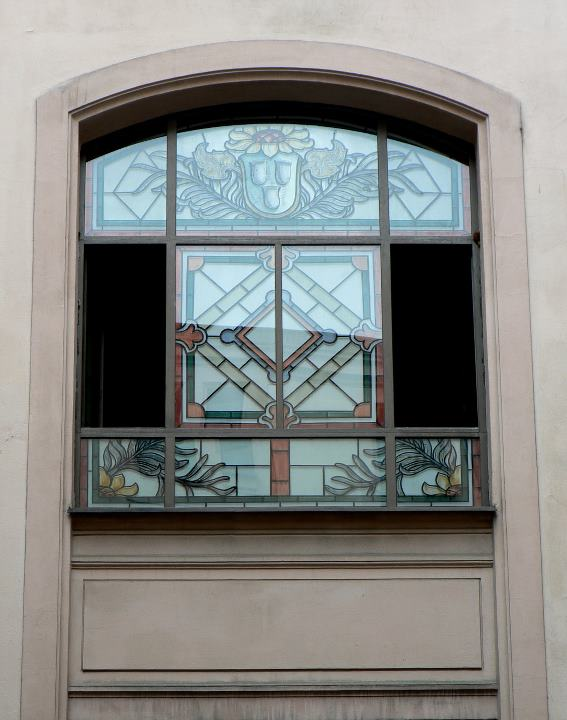
Zdobená okna
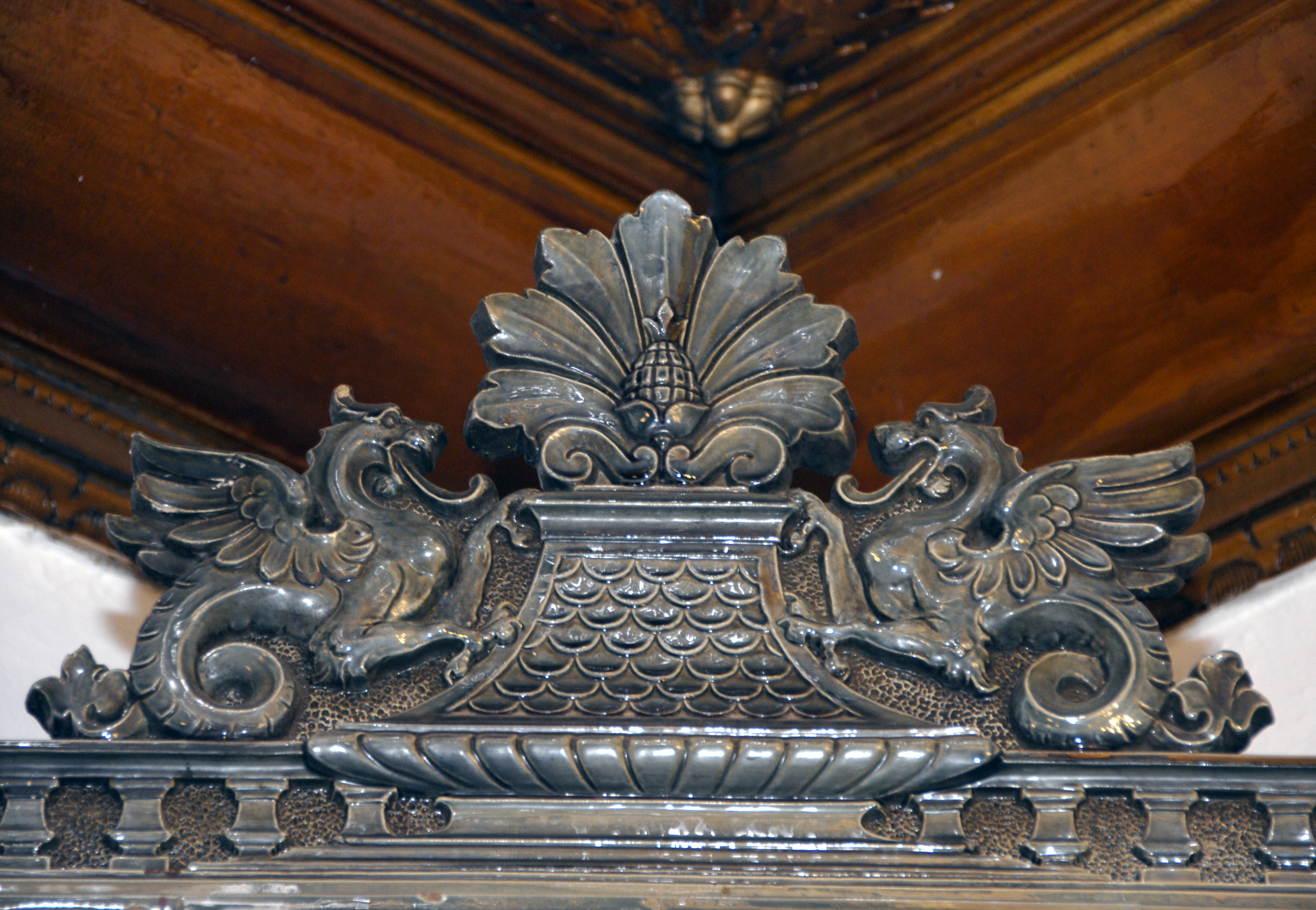
0zdobný štít kamen
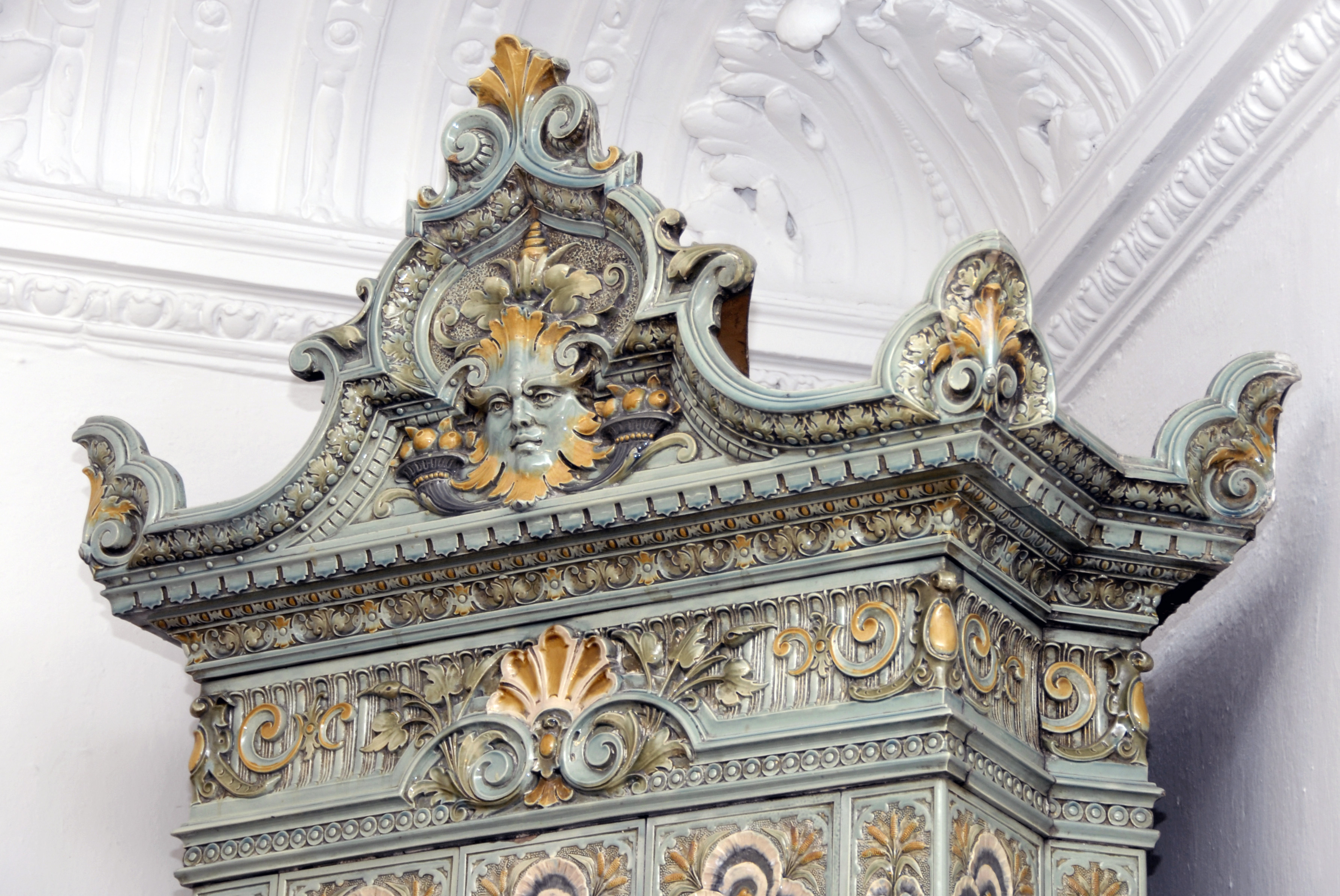
Ozdobný štít kamen
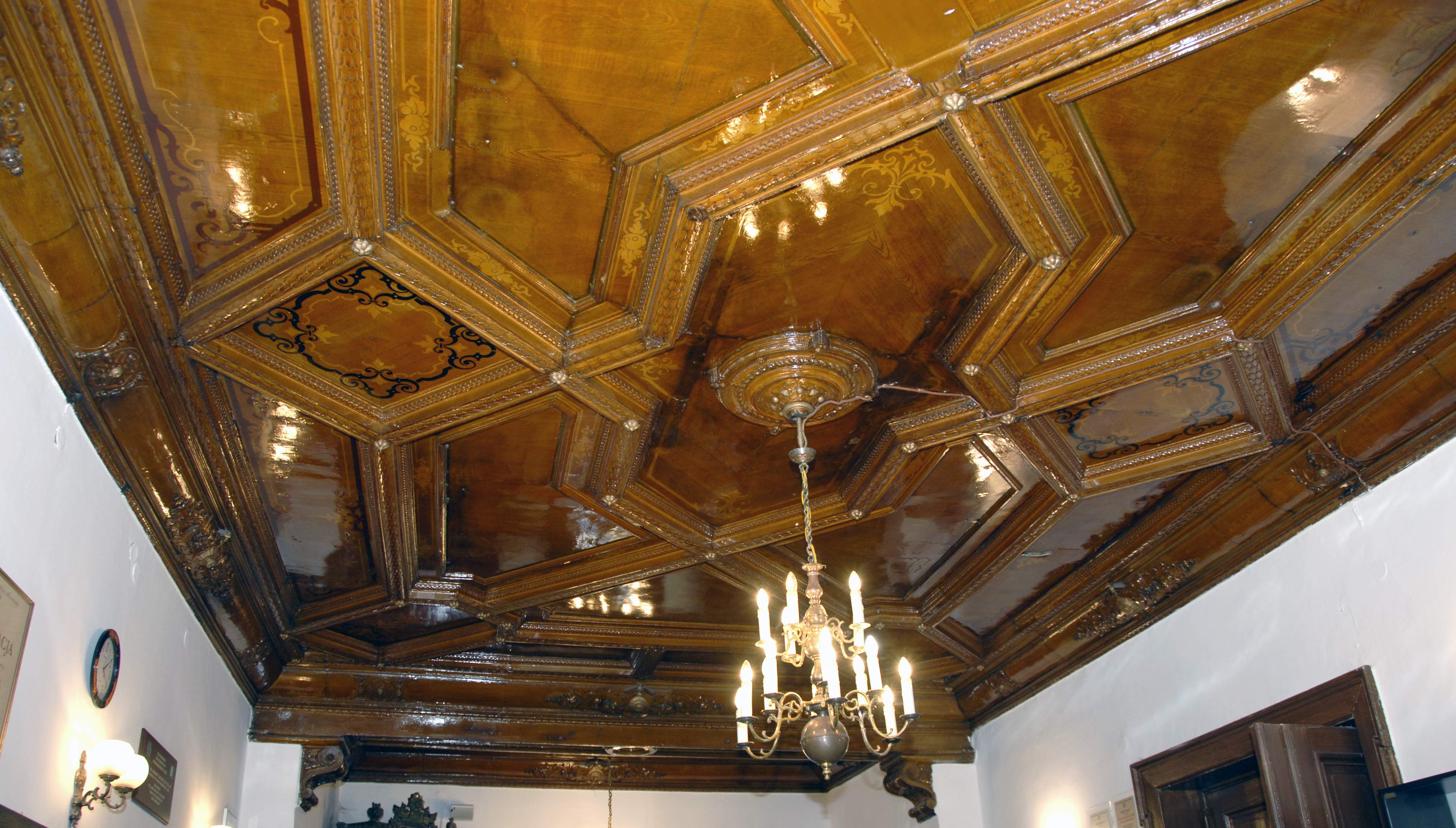
Zdobený strop
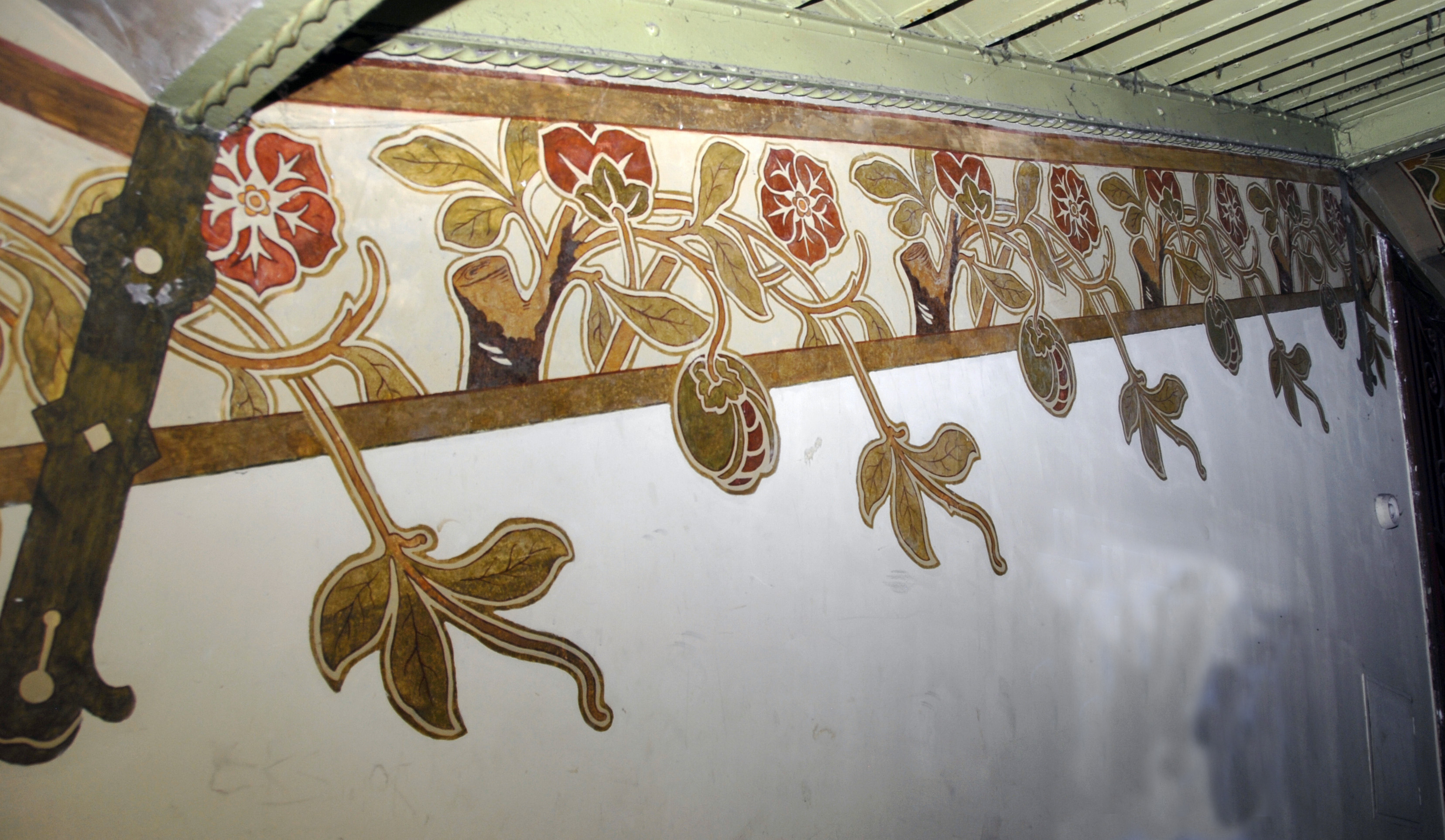
Schodiště
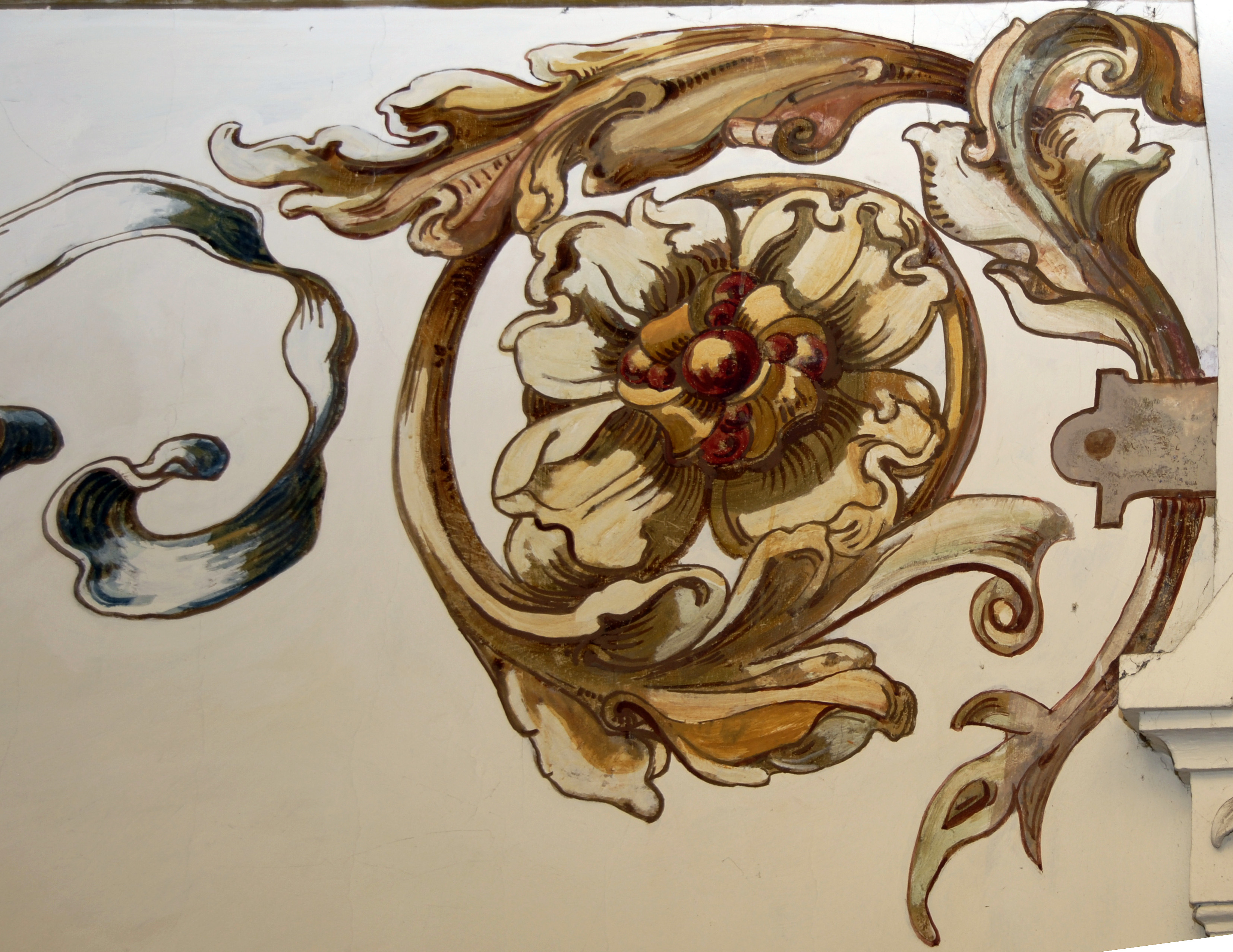
Ozdoba u schodiště
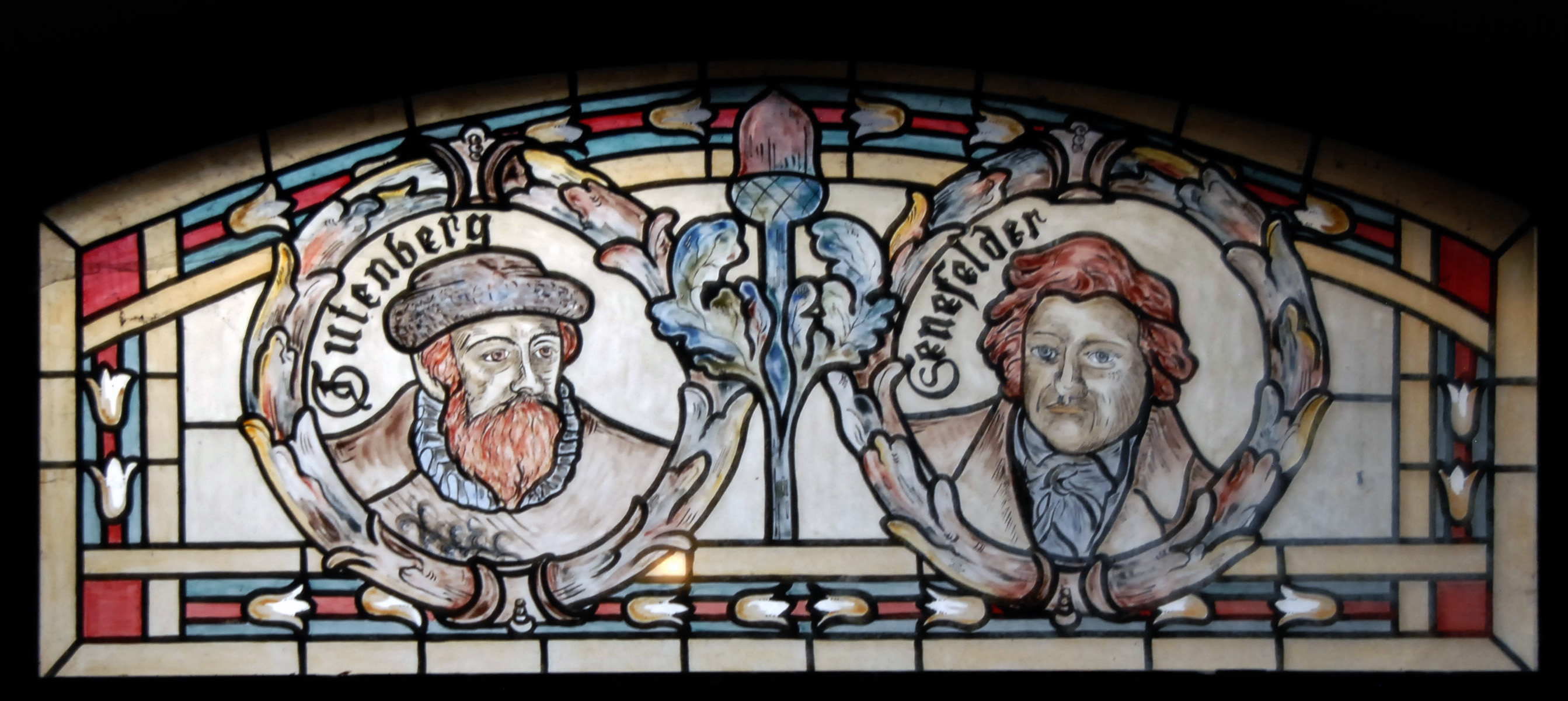
Dom Gutenberga - vitráž
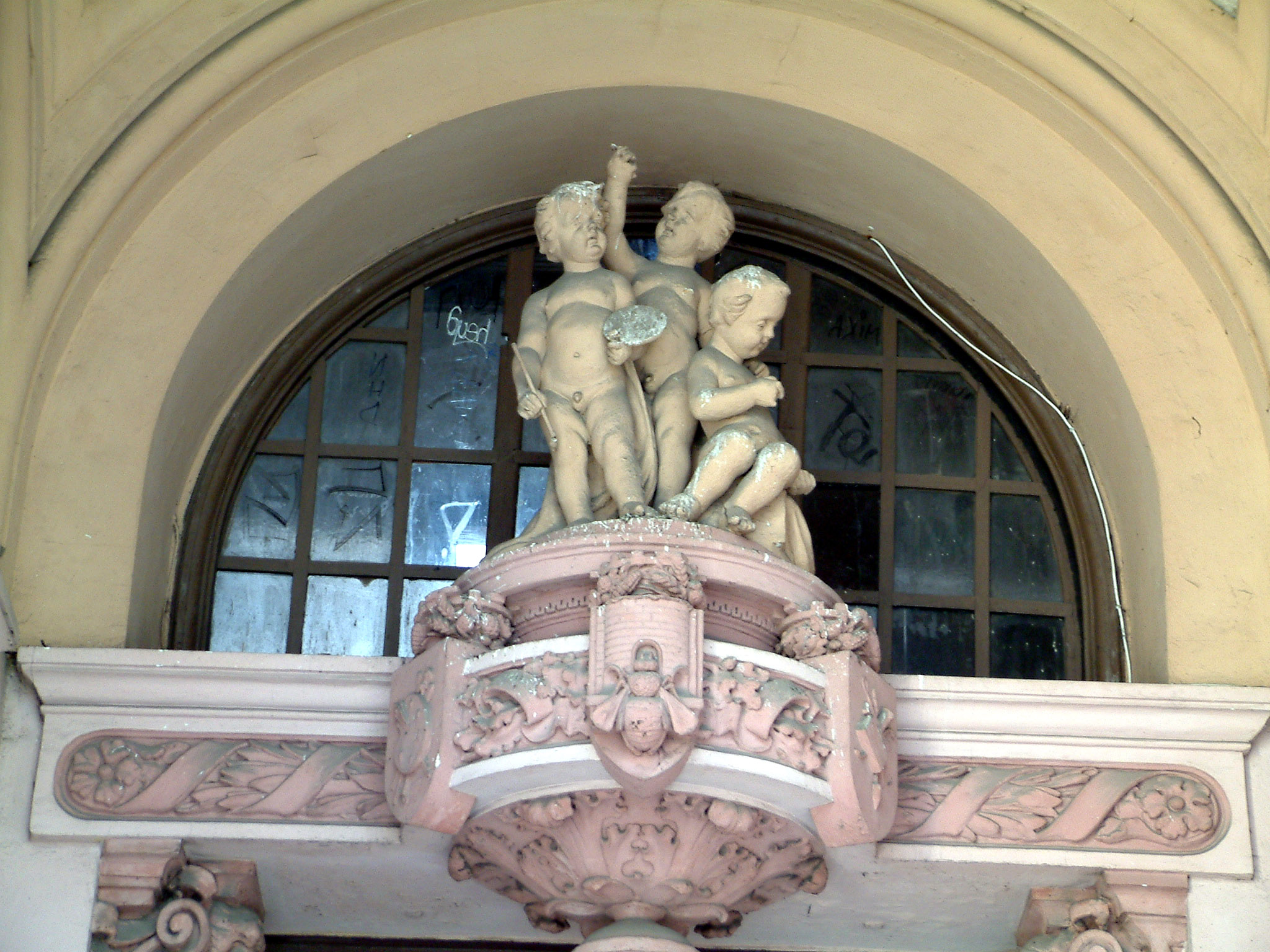
Interiér domu